# Георги Димитров
Вижте пояснителната страница за други личности с името Георги Димитров.
Гео̀рги Димитро̀в Миха̀йлов е български и съветски политик, ръководител на Българската комунистическа партия (БКП) и председател на Коминтерна.
Димитров е роден през 1882 година в радомирското село Ковачевци в семейство на бежанци от Македония, но израства в София. Завършва само начално образование и започва работа в печатарската промишленост, но скоро се ориентира към синдикална и политическа дейност. През 1913 година е избран за народен представител, а след Първата световна война е сред ръководителите на болшевизиращата се БКП.
През 1923 година Георги Димитров ръководи Септемврийското въстание, след чийто провал работи като функционер на Коминтерна в Москва, Виена и Берлин. През 1933 година е сред обвиняемите в показния Лайпцигски процес, организиран от налагащия се националсоциалистически режим в Германия. С енергичните си речи по време на процеса той си създава международна известност, превръщайки се в една от най-популярните фигури в световното комунистическо движение.
Оправдан на Лайпцигския процес, от 1934 година Димитров живее в Съветския съюз, където оглавява Коминтерна. През следващото десетилетие, в най-тясно сътрудничество със съветския диктатор Йосиф Сталин, играе централна роля в координирането на световното комунистическо движение.
Георги Димитров се връща в България през 1945 година и оглавява формиращия се тоталитарен режим в страната, като от 1946 година е министър-председател. Той участва активно в ликвидирането на опозицията и става обект на мащабен култ към личността, запазил се и след неговата смърт. Дава началото на македонизацията в Пиринска Македония. След продължили с години разнородни здравословни проблеми, той умира през 1949 година в санаториума „Барвиха“ край Москва.

## Биография

### Произход и ранни години
Георги Димитров е роден на 30 юни (18 юни стар стил) 1882 година в село Ковачевци, Радомирско. Той е първото дете в семейството на Димитър Тренчев (1851 – 1913) от Мехомия и Парашкева Досева (1861 – 1944) от село Баня, Разложко, а според други източници от Банско. Двамата са бежанци, преминали в Княжество България около Кресненско-Разложкото въстание през 1878 – 1879 година. Семейството на Димитров е протестантско, като майка му остава силно религиозна през целия си живот. След Георги Димитров в семейството се раждат още седем деца.
Най-голямата му сестра е Магдалина Димитрова-Баръмова (1884 – 1971), синдикална активистка, която се жени за печатаря Стефан Баръмов, а синът им Любчо Баръмов е убит през 1944 година като партизанин; членка на Трети и Девети върховен състав на т.нар. Народен съд. Никола Димитров (1887 – 1916) заминава през 1905 година в Русия, през 1908 година е арестуван в нелегална печатница в Одеса и заточен в Сибир, където умира. Тодор Димитров (1889 – 1925) е комунистически активист, женен за сестрата на поета Христо Смирненски Надежда Измирлиева, който е убит по време на Априлските събития. Костадин Димитров (1892 – 1912) е печатар и профсъюзен активист, но загива млад на фронта през Балканската война. Елена Димитрова (1903 – 1974) е комунистическа функционерка, женена за Вълко Червенков, който наследява Георги Димитров начело на тоталитарния режим в България.
Другите двама братя на Димитров не са обществено активни и сведенията за тях са ограничени. За Любен Димитров (?) е запазен полицейски доклад, предаден на брат му като министър-председател през 1948 година, в който е описан като джебчия, трафикант и измамник. Борис Димитров (?) завършва техникум по електротехника и е собственик на малка фабрика за бойлери.
Година след раждането на Георги Димитров семейството се премества в Радомир, където баща му може да упражнява занаята си на калпакчия. През 1886 година отново се местят в София и бащата открива собствена работилница. Първите две години семейството живее на ъгъла на улиците „Княз Борис I“ и „Солунска“, след което получават един от раздаваните на бежанците общински терени в Ючбунар и строят къщата на улица „Опълченска“ № 66, която при комунистическия режим е превърната в музей.
В Ючбунар Георги Димитров е записан в местното общинско училище, което посещава в продължение на четири години. Майка му се опитва да го насочи към духовническа кариера и от 1892 година той посещава и протестантско неделно училище. През 1894 година 12-годишният Димитров напуска училище и през есента става чирак словослагател в печатницата на Никола Пиперов. През ноември става член на току-що основания първи български профсъюз – Централния работнически печатарски синдикат (ЦРПС), организиран от Българската работническа социалдемократическа партия (БРСДП). През януари 1895 година участва активно в стачка на чираците в 13 софийски печатници и според официалните му биографии е избран за председател на стачния комитет.
През този период се появяват и първите публикации на Димитров. През 1896 година, след като е изгонен от евангелисткото неделно училище, той пише анонимната сатирична брошура „Кукуригу“ с нападки срещу протестантските духовници. През следващата година в профсъюзния вестник „Печатарски работник“ излиза първата му подписана статия, а през 1898 година публикува брошурата „Синдикалната организация в услуга на пролетариата“.
В същата 1898 година Георги Димитров се опитва да премахне част от статия на министър-председателя Васил Радославов, посветена на Първомайската манифестация на социалистите, която трябва да бъде отпечатана в печатницата, в която работи. По-късно, когато Димитров е народен представител, този инцидент става повод за иронични забележки на Радославов за неговото отношение към цензурата.

### Профсъюзен деятел
През 1899 година Георги Димитров е назначен за библиотекар на софийската организация на ЦРПС, а през 1901 година е избран за неин секретар-касиер. През 1902 година става член на БРСДП. В началото на 1903 година губи работата си в София и със съдействието на свои познати е назначен в печатницата на протестантския Американски колеж в Самоков. След разцеплението на БРСДП на русенския конгрес на 6 юли 1903 година се ориентира към тесните социалисти (БРСДП (т.с.)) около Димитър Благоев. По това време той е един от само 53-та тесни социалисти в софийската партийна организация. В Самоков той организира няколко социалистически групи в местни училища, включително в Американския колеж, за което е уволнен през лятото на 1904 година.
На 12 юли 1904 година, веднага след връщането си в София, Димитров участва в учредителния конгрес на създадения от БРСДП (т.с.) като обединение на няколко браншови профсъюза Общ работнически синдикален съюз (ОРСС). Не е изяснено с какво се занимава през последвалата година, но през август 1905 година е назначен на работа в ОРСС като деловодител на неговия Синдикален комитет. През следващите години той пътува непрекъснато из цялата страна, опитвайки се да разшири организацията на профсъюза. През лятото на 1906 година ръководи 35-дневната стачка в „Мини-Перник“, смятана за първата масова и успешна стачна акция на българските профсъюзи, като по този повод на 4 юли е арестуван и принудително върнат в София.
На 30 септември 1906 година Георги Димитров сключва брак със сръбската моделиерка, поетеса и социалистка Люба Ивошевич. Това става в методистката църква в Плевен, в чиито регистри Ивошевич е вписана като „свободомислеща“, а Димитров – като „християнин евангелист“.
През юли 1909 година Георги Димитров е избран за секретар-касиер на ОРСС, като фактически оглавява организацията. В резултат на дейността му през следващите години към 1912 година ОРСС вече включва 13 профсъюза с 235 местни организации и 8460 члена. През 1909 година е избран и за член на Централния комитет на БРСДП (т.с.). През 1911 година за пръв път се кандидатира за народен представител, но партията му не успява да спечели нито един мандат.
През 1909 година Димитров участва в Първата балканска социалдемократическа конференция в Белград, където сключва споразумение за сътрудничество със сръбските синдикати. През 1911 година участва в синдикална конференция в Будапеща, като по обратния път подновява в Белград споразуменията на ОРСС със сръбските профсъюзи. През 1912 година присъства на конгрес на Румънската социалдемократическа партия в Букурещ.
При връщането си от Румъния през лятото на 1912 година Георги Димитров е арестуван, тъй като междувременно е осъден на един месец затвор за обида на народен представител от групата на широките социалисти. През тези години Димитров участва активно в идеологическите спорове в синдикалните и социалистически кръгове, противопоставяйки се на политическата неутралност на профсъюзите. Тези конфликти са причина за разделението в българското профсъюзно движение и по време на конференция във Виена през септември 1913 година председателят на Синдикалния интернационал Карл Легин прави опит за помирение между двете страни, но Димитров отхвърля неговото посредничество.
В биографиите на Димитров няма конкретни сведения да е мобилизиран по време на Балканските войни, както и за редовната му военна служба, поради което някои автори допускат, че е бил обявен за негоден за военна служба по здравословни причини. В същото време е известна негова снимка от този период, на която той е с военна униформа.

### Ранна политическа кариера

#### През Първата световна война
На изборите за XVI обикновено народно събрание на 24 ноември 1913 година двете социалдемократически партии имат първия си голям успех, получавайки 20% от гласовете, като 16 кандидати на тесните социалисти са избрани за народни представители. Сред тях е и Георги Димитров, който на 31 години става най-младият член на парламента. Според официалните му биографии той е и първият депутат от работнически произход на Балканите. Той е преизбран и на предсрочните избори през март 1914 година, когато социалистите губят много от местата си, като по това време е избран и за общински съветник в София.
При започването на Първата световна война двете български социалдемократически партии, за разлика от някои сродни партии в Европа, заемат твърда пацифистка позиция, като в българския контекст се обявяват за запазване на неутралитет във войната. Тесните социалисти освен това се придържат и към постановката на Димитър Благоев за решаване на Македонския въпрос въз основа на сътрудничеството между балканските социалистически движения и чрез създаването на Балканска федерация. След влизането на България във войната през октомври 1915 година те разпространяват антивоенен позив, подписан от единадесетте им народни представители. По този повод Димитров е арестуван и заплашен с обвинение за възпрепятстване на мобилизацията, но малко по-късно е освободен под гаранция.
По време на войната профсъюзната и партийната дейност е ограничена, поради мобилизацията на голяма част от населението, поради което по това време Георги Димитров е активен главно в софийския общински съвет, където е член на бюджетната комисия. На 18 август 1917 година влиза в спор с офицер, който се опитва да изгони ранен войник от влаков вагон за първа класа, в резултат на което е обвинен в подбуждане на военнослужещи срещу дисциплината по време на война. На 17 юни 1918 година военен съд го признава за виновен и го осъжда на три години затвор, а след свалянето на депутатския му имунитет на 29 август е затворен в Централния софийски затвор. Там той се запознава с водачите на Българския земеделски народен съюз Александър Стамболийски и Райко Даскалов, затворени за антивоенната си дейност. След Солунското примирие е освободен при общата политическа амнистия, обявена на 16 декември 1918 година.

#### Болшевизация на тесните социалисти
Веднага след излизането си от затвора Димитров държи в Перник реч, в която ентусиазирано подкрепя Руската революция, а дни по-късно се среща с пратеника на Владимир Ленин Сотир Черкезов. През февруари Димитров отново е арестуван за кратко и върнат принудително от Перник в София. През следващите месеци връзките между тесните социалисти и руските болшевики се активизират и въпреки някои тактически разногласия през март 1919 година тесните социалисти са сред основателите на Комунистическия интернационал (Коминтерн). Тази стъпка е потвърдена на конгреса на 28 май 1919 година, когато партията се преименува на Българска комунистическа партия (тесни социалисти) (БКП (т.с.)). На конгреса Димитров изнася отчетния доклад за дейността на парламентарната група.
През август 1919 година Георги Димитров е преизбран за народен представител в успешните за тесните социалисти избори, на които получават 20,7% от гласовете и 47 депутатски места, ставайки втора политическа сила в страната. Той е избран и за член на Софийския окръжен съвет. През декември същата година е сред организаторите на Транспортната стачка, както и на демонстрация срещу приемането в България на бежанци от болшевишкия режим в Русия. Последното става причина срещу него да започне следствие за нападение на полицай и според официалните му биографии през следващите месеци е издирван от полицията, което обаче не пречи на обичайната му обществена дейност.
През януари 1920 година Димитров е преизбран за общински съветник, а през март и за депутат по време на най-успешните в историята на тесните социалисти избори, на които получават 22,5% от гласовете. Веднага след Втория конгрес на БКП (т.с.) на 29 юни Георги Димитров и Васил Коларов се опитват да заминат нелегално за Русия през Черно море като представители на партията на Втория конгрес на Коминтерна, но са заловени от румънската брегова охрана и след триседмичен престой в ареста са върнати в България. През ноември 1920 година Димитров държи реч по време на митинг в София по повод годишнината от Октомврийската революция в Русия, който е разпръснат от полицията, а той получава нови обвинения за подбудителство към бунт и опит за убийство на държавен служител.

#### Емиграция и Септемврийско въстание
Изправен пред заплахата да бъде наистина арестуван, Георги Димитров напуска за известно време България. През януари 1921 година е представител на БКП (т.с.) на учредителния конгрес на Италианската комунистическа партия в Ливорно, дни по-късно – на Четвъртия конгрес на Австрийската комунистическа партия във Виена, а през февруари участва в конференция на Балканската комунистическа федерация.
През март 1921 година, минавайки през Хелзинки, Димитров пристига в Петроград за учредителния конгрес на синдикален клон на Коминтерна, но събитието е отложено с няколко месеца. През този период той се включва активно в подготовката му, публикува статии и за пръв път присъства на заседание на Изпълнителния комитет на Коминтерна. Приет е и лично от диктатора Владимир Ленин, който критикува сектантските позиции на БКП (т.с.) и призовава за привличане към нея на по-широки социални кръгове. Според някои автори на тази среща Димитров е придружаван от Йосиф Сталин, но това е съмнително, тъй като не е отразено в собствените му спомени. Междувременно проведения в България Трети конгрес на БКП (т.с.) преизбира Димитров за член на Централния комитет и той представлява партията на Третия конгрес на Коминтерна (22 юни – 12 юли) и Първия конгрес на Профинтерна (3 – 19 юни), на който е избран за член на Изпълнителното бюро на новосъздадената организация. По това време той още не говори руски и произнася речите си на български.
В края на август 1921 година Георги Димитров заминава за Берлин, за да организира централноевропейски клон на Профинтерна. Оттам той пише статия за вестника на БКП (т.с.), в която, следвайки указанията на Ленин, се обявява за „единен работнически фронт“. В началото на октомври е във Виена, където българските власти отказват да подновят паспорта му. Въпреки това, на 25 ноември той се връща в София. Арестуван на следващия ден, няколко часа по-късно той е освободен по искане на Народното събрание.
През следващите месеци, включително на Четвъртия конгрес на БКП (т.с.) през юни, Димитров се застъпва за сътрудничество със среди извън партията, включително за взаимодействие на ОРСС с други профсъюзи. Същевременно се противопоставя на сътрудничеството на Профинтерна със социалдемократическия Амстердамски интернационал. През ноември е в Москва за Втория конгрес на Профинтерна, където изнася заключителния доклад под заглавие „Фракционната дейност на Амстердам и единният фронт“, преизбран е в Изпълнителното бюро и става официален представител на Профинтерна за Балканите. На връщане през декември посещава отново Берлин.
По онова време Георги Димитров пространно защитава идеята за 4 български съветски републики (България, Добруджа, Тракия и Македония в рамките на Балканската Федерация) в реч пред комунисти-емигранти през февруари 1923 г., като поставя искането за независимост на националноосвободителните движения на македонските, добруджанските и тракийските българи от „българската буржоазия“.
На изборите през април 1923 година БКП (т.с.) получава 18,9% от гласовете, но поради променената избирателна система има само 16 депутати, един от които е Георги Димитров.
На 24 юни 1923 година нелегално пристига във Варна генералният секретар на Коминтерна Васил Коларов и малко след това е арестуван заради нередовните си документи. В края на юли Димитров отива във Варна и успява да издейства освобождаването му, вероятно в качеството си на народен представител. По обратния път е задържан със съпругата си в Горна Оряховица, но след гневна телеграма до вътрешния министър Иван Русев е незабавно освободен.
Веднага след Коларов в София пристига и друг пратеник на Коминтерна, Александър Абрамович. На продължило три дни до 7 август заседание на Централния комитет двамата успяват да убедят Димитров и останалите ръководители на БКП (т.с.) да се откажат от неутралното си отношение към Деветоюнския преврат и да започнат подготовка за въоръжено въстание. Разработват се планове за саботажи, завземане на комуникационни пунктове и формиране на ударни въоръжени групи. Димитров е натоварен да установи контакти с други организации, като в един момент е критикуван от съпартийците си за широките кръгове към които се ориентира – анархокомунисти през земеделци и широки социалисти до радикали. Практическият резултат от тези опити за контакти остава ограничен.
През следващите седмици слуховете за подготвяното от комунистите въстание стават широко разпространени и на 10 септември Димитров е принуден да ги отрича в своя статия в официалното издание на партията „Работнически вестник“. Въпреки това на 12 септември в страната е въведено военно положение, около 2000 комунистически активисти са арестувани, а самият Димитров трябва да се укрива. В същото време се получават нареждания от Коминтерна за незабавно пристъпване към открити антиправителствени действия.
Въпреки ограничените възможности и тежкото положение на БКП (т.с.), на 17 септември Димитров и Коларов решават въстанието да започне на 22 септември, след което е съставен негов главен комитет, включващ освен тях двамата също комуниста Гаврил Генов и земеделеца Никола Агънски. На 21 септември четиримата заминават за Вършец, където Агънски е арестуван, а другите се укриват две нощи, докато сутринта на 23 септември приветстват бунтовниците в градчето. Веднага след това те тръгват към град Фердинанд, но по някаква причина спират в съседно село и влизат в завзетия от бунтовници град на 24 септември сутринта. По-късно същия ден те посещават и Берковица, а на 25 септември Димитров държи реч във Фердинанд. На 26 септември в града става известно за придвижване на военни части през Петрохан, при което Димитров и Коларов тръгват към границата с Югославия, която пресичат в първите часове на 27 септември. На 30 септември са настанени от югославските власти в хотел в Ниш, където остават десет дни, след което, получавайки в Белград от властите фалшиви югославски паспорти, заминават за Виена.
На 2 октомври Димитров и Коларов пишат от Ниш самооправдателно отворено писмо, в което представят Септемврийското въстание като самозащитна акция след започналите през септември арести на комунистически функционери и обвиняват за насилията (по думите им – „гражданска война“) „партиите на капиталистите и чорбаджиите“, извършили Деветоюнския преврат. По-късни изследователи критикуват двамата, че умишлено са подвели своите съмишленици, осъзнавайки от самото начало безсмислеността на въстанието извън по-общите пропагандни планове на Коминтерна.

### В Централна Европа

#### Представител на Коминтерна във Виена
На 11 октомври 1923 година Георги Димитров пристига във Виена, където се намира координационният център на Коминтерна за Балканите. На 15 октомври оглавява новосъздадения Задграничен комитет на БКП (т.с.), който трябва да служи за връзка между Коминтерна и партийното ръководство вътре в страната. През следващите месеци живее във Виена, като пътува неколкократно до Москва – за погребението на Владимир Ленин, Третия конгрес на Профинтерна, Седмата конференция на Балканската комунистическа федерация и Петия конгрес на Коминтерна. Коминтернът му възлага и връзките с Австрийската комунистическа партия – задължение, от което той активно опитва да се освободи, позовавайки се на своята заетост, лошо владеене на немски и риска от разкриването му от местните власти.
Дейността на Задграничния комитет, преобразуван през март 1924 година в Задгранично представителство на Централния комитет с по-широки правомощия, се финансира от Коминтерна чрез изпращани от Съветския съюз суми в американски долари. Заплатата на самия Димитров е 100 долара (с приблизителна покупателна способност на 2500 лева от 2018 година), като той непрекъснато се оплаква от нейната недостатъчност на Васил Коларов и се опитва да си издейства личен кредит от Коминтерна за продължително специализирано лечение на съпругата си, страдаща от психично разстройство.
Основна задача на Георги Димитров по това време е организирането на нова въоръжена акция в България, поддържано от председателя на Коминтерна Григорий Зиновиев, въпреки по-резервираната позиция на съветското ръководство. Значителна част от бюджета на Задграничното представителство, възлизащ на около 56 хиляди долара за първото полугодие на 1924 година, отива за финансиране на нелегалната дейност на комунистите в страната, включително за внос на 10 хиляди пушки, 200 картечници и муниции за тях. През август българската брегова охрана залавя кораб с оръжие, идващ от Севастопол, което прави планираните за есента действия невъзможни и те са отложени за следващата пролет. По думите на Димитров този провал прави морския контрабанден път неизползваем и той настоява за по-бързо откриване на съветски консулства в Одрин и Дедеагач, които да улеснят трафика на оръжие по суша.
Междувременно поддържаната от Димитров политика на подготовка за въоръжено въстание в България губи поддръжници в съветското ръководство. През януари 1925 година Васил Коларов, дотогава енергичен поддръжник на идеята, променя позицията си и получава подкрепа от ръководството на Коминтерна. Димитров първоначално не е информиран за това решение и се опитва да възразява срещу него, в резултат на което Коларов изпраща инструкции директно в страната партията „да не се увлича“ в терористични акции. През април Димитров е извикан в Москва и участва в заседание на ИККИ, на което е прието, че пълната дезорганизация на БКП (т.с.) и нейното военно крило не позволяват активни действия в страната. На 14 април Димитров и Коларов изпращат изрични указания до БКП (т.с.) да се прекратят всякакви въоръжени и терористични акции, освен при самозащита. На 16 април, преди пристигането на тези нареждания в София, комунистите извършват Атентата в църквата „Света Неделя“.
Конкретната роля на Георги Димитров в атентата е спорна. Самата БКП провежда през 1926 година вътрешно разследване по въпроса. Преди самия атентат ръководителят на Военната организация на БКП Коста Янков е получил писмено потвърждение от Станке Димитров и Георги Димитров за провеждане на акцията и няколко участници в партийното ръководство твърдят, че са виждали писмото, унищожено след атентата. Самият Георги Димитров твърди, че писмото съществува, но в него той изразява категорично несъгласие с атентата. Партийната анкетна комисия не успява да реши спора и обяснява противоречието с техническа грешка.

#### Престой в Москва през 1925 – 1928 година
Малко след атентата, през юни 1925 година, в София започва съдебния процес срещу ръководството на БКП за организирането на Септемврийското въстание, на който Георги Димитров е осъден задочно на смърт. През следващите месеци в ръководството на БКП възникват остри конфликти, като Димитров и Коларов са обвинявани в „ляво сектантство“ и предателство, заради провалите със Септемврийското въстание и Атентата в „Света Неделя“. Изпълнителното бюро на партията в страната дори се опитва да отстрани Георги Димитров и Станке Димитров от преместения във Виена Централен комитет, но след четиримесечна анкета е решено, че то няма право да отстранява функционери, назначени от Коминтерна. Въпреки това Коминтернът решава да отстрани Димитров от работата на БКП и в продължение на близо три години той остава в Москва.
В Москва Георги Димитров заема различни позиции в средните управленски нива на Коминтерна. Работи в организационната секция на Секретариата, координира нелегалната дейност на комунистическите партии в различни страни, участва в подготовката на конференции и в работата на Селския интернационал и Профинтерна, редактира списание „Комунистически интернационал“. Макар самият той постоянно да се оплаква от претовареност, в спомените на неговия колега в Коминтерна от този период Ото Куусинен той е напълно безполезен за службата, прекарвайки времето си в пиянство и любовни афери, което става причина за постоянното му прехвърляне на различни длъжности. По това време Димитров започва да се оплаква от проблеми с нервите и през септември 1925 година получава отпуск по здравословни причини, който прекарва в санаториум в Кисловодск. През пролетта на следващата година отново е там в продължение на два месеца заради опасност от инфаркт, а по собствените му думи малко по-късно започва да пуши.
През 1926 година Димитров участва активно в кампанията на Сталин за дискредитиране на председателя на Коминтерна Григорий Зиновиев, приключила с неговото отстраняване през декември. През август Димитров става кандидат-член на Изпълнителния комитет на Коминтерна и оглавява един от 11-те му регионални секретариата, отговарящ за Полша, Финландия и Прибалтийските републики, като остава член и на Балканския секретариат. На 26 декември 1926 година е първата документирана среща на Георги Димитров със Сталин – той е извикан заедно с Васил Коларов и получава общи указания за политиката на БКП.
По данни на британското контраразузнаване през февруари 1927 година Димитров участва в среща на съветска „контраразузнавателна клетка“ в Истанбул, за което, изглежда, е екстрадиран от Турция.
Димитров участва активно в подготовката на Втората конференция на БКП през декември 1927 и януари 1928 година в Берлин, на която се надява окончателно да отхвърли обвиненията срещу себе си в ляво сектантство. Вместо да се случи това, група млади активисти, начело с Петър Искров и Никола Кофарджиев, остро критикуват Димитров и Коларов като „десни опортюнисти“ и макар мнозинството от делегатите да не ги подкрепят, успяват да издействат връщането на Централния комитет в България. Конфликтът между двете групи продължава с поредица взаимни доноси пред Коминтерна чак до Лайпцигския процес.

#### Начело на Западноевропейското бюро
След провеждането на Втората конференция на БКП Георги Димитров отива във Виена, като Коминтернът му възлага работа, която не е пряко свързана с България. През следващите месеци в резултат на бунтове в Австрия, в които са замесени, много структури на Коминтерна, сред които Задграничното бюро на ЦК на БКП и ръководството на Балканската комунистическа федерация, постепенно се преместват в Германия. Заедно с тях и Димитров се установява трайно в Берлин. През март – април 1928 година пътува до Москва за конгрес на Профинтерна и е избран за член на неговото Изпълнително бюро.
На проведения през лятото на 1928 година Шести конгрес на Коминтерна, в който Димитров говори като делегат на БКП, Сталин критикува част от ръководството на Коминтерна като „дясна фракция“ и обявява втвърдяване на позицията на организацията, включително отхвърляйки традиционно поддържаната от Димитров политика на единни фронтове с некомунистически партии. Няколко месеца по-късно Николай Бухарин е заменен като ръководител на Коминтерна от близкия до Сталин Вячеслав Молотов.
Успоредно с конгреса на Коминтерна Димитров участва и в конференции на Селския интернационал и на Балканската комунистическа федерация, за ръководител на която е избран. Последните месеци на 1928 година прекарва на лечение в Кисловодск, връщайки се в Берлин през следващия януари, назначен в Западноевропейското бюро на Коминтерна, което оглавява през март. Сведенията за живота му през следващите четири години са оскъдни, като вероятно много материали в съветските архиви от този период са засекретени, заради работата на Димитров за разузнаването. През този период той пътува много, използвайки множество фалшиви самоличности.
В началото на 1929 година Георги Димитров организира в Берлин Европейски селски конгрес като част от дейността на Селския интернационал и за малко не е арестуван, когато полицията обгражда сградата и проверява документите на участниците. През следващите месеци участва в конгреси на комунистическите партии в Германия, Австрия, Нидерландия, Швейцария, Полша, Югославия. Функционери на Коминтерна определят работата му през този период като „отвратително лоша“, а според някои автори целият престой на Димитров в Берлин е разглеждан като средство за неговото изолиране. Опитите му да получи работа, по-тясно свързана с България, са отхвърляни от ръководството на Коминтерна, което в някои случаи му отказва и пътувания до Съветския съюз.
Извън координирането на работата на европейските комунистически партии, през този период Георги Димитров участва и в по-широки леви организации и конференции. През 1929 година се включва в Международния антифашистки конгрес, след което е избран в Изпълнителния съвет на Лигата срещу империализма. Участва в пацифистки конференции, във връзка с което се запознава с известни интелектуалци като Ромен Ролан и Анри Барбюс, и като цяло си създава репутация в европейската левица като сравнително толерантен и отворен към сътрудничество комунист.
В началото на 1932 година пътува до Съветския съюз, като отново прекарва дълго време на лечение в Кисловдск. По данни на британското разузнаване по това време той служи и като офицер за свръзка на съветските тайни служби с прокомунистическата Вътрешна македонска революционна организация (обединена).
В периода на работа на Димитров в Европа след 1928 година съпругата му остава в Москва, като психичните ѝ проблеми се задълбочават, може би и заради постоянната напрегната обстановка в съветските политически среди. Заради утежняващата се параноидна шизофрения тя прекарва все по-продължителни периоди в психиатрични клиники и санаториуми.
След поредното лечение в Кисловодск, Георги Димитров се връща в Германия през юни 1932 година. На изборите през следващия месец Националсоциалистическата германска работническа партия получава най-голям брой гласове, но не и парламентарно мнозинство, резултат, който се потвърждава на предсрочни избори през ноември. В тази ситуация Димитров се опитва безуспешно да промени политиката на Коминтерна в посока на тактическо сътрудничество със социалдемократите срещу националсоциалистите. На 30 януари 1933 година лидерът на националсоциалистите Адолф Хитлер става канцлер без да разполага с мнозинство в парламента. В резултат на Пожара в Райхстага на 27 февруари той въвежда извънредно положение, отстранява много опозиционни депутати и си осигурява желаното мнозинство. По стечение на обстоятелствата пожарът неочаквано извежда и Георги Димитров в центъра на европейската политическа сцена.
През март 1933 година Димитров получава писмо от Коминтерна, напълно отхвърлящо предложенията му за единен фронт срещу националсоциалистите и нареждащо му незабавно да се върне в Москва. Писмото се намира у него, когато на 9 март 1933 година е арестуван на излизане от бирарията „Байернхоф“, заедно с други двама членове на ЦК на БКП – Васил Танев и Благой Попов.

#### Лайпцигски процес
Според разследващите арестът на Димитров, Танев и Попов става случайно, след сигнал на келнер в ресторанта, решил, че тримата говорят на руски. Според съвременни изследователи Димитров вече е известен на полицията и арестът му е в опит за свързване на Коминтерна с палежа. Както се установява, Димитров има алиби за нощта на палежа, когато се намира във влака от Мюнхен за Берлин със скорошна своя позната, като впоследствие разследването разкрива множество други любовни връзки, които поддържа едновременно. Самият той заявява по-късно пред съда: „Трябва да знаете, че не съм нито импотентен, нито хомосексуалист, а мъж“.
В края на март Димитров е затворен в затвора „Моабит“ в Берлин. През голяма част от престоя си там той е окован с белезници, за което пише многократни протести до администрацията, но в същото време има достъп до библиотеката на затвора, води си дневник, както и интензивна кореспонденция със свои близки и политически съратници. Условията в държавния затвор са значително по-добри от тези в създадените по същото време от националсоциалистите импровизирани лагери, в които попадат няколко хиляди комунисти и социалдемократи и които са закрити от властите малко по-късно.
На 27 май, по време на престоя на Димитров в „Моабит“, съпругата му Люба се самоубива, хвърляйки се от прозореца на психиатричен санаториум в Москва, за което той научава малко по-късно.
Следствието по палежа продължава половин година, а след приключването му, на 18 септември, обвиняемите са преместени в Лайпциг, където трябва да се проведе съдебният процес. Съдебните заседания започват на 21 септември 1933 година, като основен обвиняем е психически неуравновесеният нидерландски комунист Мартин ван дер Любе, а Димитров, Попов и Танев, заедно с един от лидерите на Германската комунистическа партия Ернст Торглер, са обвинени в съучастие. Съдебният състав на Имперския съд е председателстван от д-р Вилхелм Бюнгер.
Още през март Георги Димитров е упълномощил за свой адвокат Роткюгел, но впоследствие се отказва и избира цяла група защитници – двама българи, германец, американец и трима французи. Те не са допуснати в процеса, а няколко от тях, явили се в съдебната зала, са осъдени на 10 дни затвор за оскърбление на съда и са експулсирани от Германия. В отговор Димитров се отказва от служебния защитник Тайхарт, заявявайки, че ще се защитава сам. С тези действия той привлича вниманието на медиите и публиката, за които се превръща в централна фигура на процеса.
В съда Георги Димитров се държи подчертано предизвикателно, позовава се ловко на либералното германско законодателство, разпитва агресивно свидетелите на обвинението, произнася пропагандни речи и пет пъти е изгонван от залата от съда, заради острите си реплики. Особен отзвук предизвиква разпитът му на явилия се като свидетел висш националсоциалистически функционер Херман Гьоринг, министър на вътрешните работи на Прусия, който изпуска нервите си и е подложен на подигравки от Димитров.
В речите си пред съда, които получават широк отзвук в световния печат, наред с пропагандата в полза на комунизма и Коминтерна, Димитров продължава да лансира тезата си за нужда от единен фронт със социалдемократическите партии. Той дори я представя за официална позиция на Коминтерна, в пълен разрез с изявленията и действията на неговото ръководство по това време. В своята финална реч Димитров също така защитава българския народ от грубите нападки на медиите, като подчертава неговата дълга културна история и гордостта си, че е българин.
Лайпцигският процес и разследването преди него предизвикват масова публична реакция в Западна Европа и Съединените щати, мобилизирайки не само комунисти, но и по-широки леви кръгове, включително известни интелектуалци. Ефективната кампания по-късно се превръща в аргумент в полза на поддържаната от Георги Димитров линия на сътрудничество с некомунистическите среди. Съветският съюз и Коминтернът първоначално заемат пасивна и изчаквателна позиция, активизирайки се едва след началото на процеса. През септември ръководството на БКП все още критикува Димитрова за сътрудничеството му със земеделци и „социалфашисти“ по време на Септемврийското въстание и дори отказва да финансира пътуването на майка му до Лайпциг. По същото време цар Борис III отказва покана за посещение в Германия до оправдаването на българските обвиняеми.
Присъдите са произнесени на 23 декември, като Ван дер Любе е осъден на смърт и по-късно екзекутиран чрез обезглавяване с брадва, а останалите обвиняеми са оправдани. Въпреки това тримата българи са задържани, заради неизяснения им правен статут при липса на редовни документи за гражданството им. По-късно са преместени в затвор на Гестапо в Берлин, където остават от 2 до 27 февруари 1934 година.
Още след края на процеса Димитров иска от германските власти да бъде екстрадиран в Чехословакия или Франция. Същевременно той прави постъпки пред българското правителство да се върне в страната, надявайки се при нов публичен процес да постигне отмяна на смъртната си присъда. Сред германските власти има разногласия за съдбата на тримата оправдани българи. Херман Гьоринг настоява за тяхното изпращане в лагер и дори планира да бъдат отвлечени и убити, но не се решава да действа през главата на канцлера Адолф Хитлер, който обявява публично, че присъдата ще бъде изпълнена и тримата ще бъдат освободени. Българският министър-председател Никола Мушанов отказва да ги приеме в България, опасявайки се от политическите последствия при евентуален публичен процес, и на 13 февруари правителството обявява, че не смята тримата за български граждани. Три дни по-късно те получават съветско гражданство, а на 27 февруари са екстрадирани от Германия и заминават за Москва с редовен самолетен полет.

### В Съветския съюз

#### Седми конгрес на Коминтерна
Георги Димитров пристига в Москва вечерта на 27 февруари 1934 година и е посрещнат на летището и в града от големи тълпи и ръководители на Коминтерна, начело с Дмитрий Мануилски, който го приветства като „знаменосец на Коминтерна“ и „славен борец от ленинско-сталинската гвардия“. С него в Москва пристигат майка му и сестра му Магдалина, които няколко месеца по-късно се прибират в България.
Първите месеци след пристигането си в Съветския съюз Георги Димитров прекарва главно в посещения при лекари и престои в лечебни заведения. Получава апартамент в номенклатурния жилищен комплекс „Дом на правителството“, напускайки хотел „Люкс“, където живее дотогава.
В края на март с Димитров се свързва Сталин, който му възлага да напише открито писмо до австрийските работници във връзка със сблъсъци между социалдемократите и правителството във Виена. На 7 април Георги Димитров е приет в присъствието на няколко висши функционери от диктатора, който му заявява, че е оцелял в Германия заради неопитността на режима там – по думите му, „първо е трябвало да ви убият, а след това да ви съдят“. По време на срещата Сталин му намеква, че трябва да оглави Коминтерна на мястото на дотогавашното фактически колективно ръководство, съставено от Дмитрий Мануилски, Осип Пятницки, Ото Куусинен и Вилхелм Кнорин.
През април Димитров е посетен в болницата от Мануилски, който декларира пълната си подкрепа и го призовава да оглави Коминтерна, смятайки, че с авторитета си и подкрепата на Сталин ще улесни работата на организацията. Новото положение на Димитров е публично обявено на първомайската манифестация, когато Сталин демонстративно го извиква да се качи, единствен от ръководителите на Коминтерна, на трибуната при него и най-близките му сътрудници. Въпреки известна съпротива от страна на Пятницки, на Димитров е възложено да изнесе основния доклад на предстоящия Седми конгрес на Комитерна, чието провеждане през следващите месеци се отлага неколкократно.
На 12 юни Георги Димитров за пръв път постъпва в създадения за висшата съветска номенклатура санаториум „Барвиха“, след това е в Крим до началото на септември и отново през ноември. Лекарите са затруднени в диагностицирането на състоянието му, като последователно преминават през малария, хроничен гастрит и дисфункция на кръвоносната система, като дори имат съмнения за туберкулоза, които са отхвърлени.
Няколко месеца след връщането си от Германия Димитров прекъсва любовната си връзка с Кити Йованович, сръбска имигрантка, която по неговите думи прекалено му напомня за починалата му съпруга. Малко по-късно той предлага брак на Роза Флайшман, също политическа емигрантка в Съветския съюз. Тя има еврейски произход и е родена през 1896 година във Виена, където двамата се запознават през 1927 година. Семейството на Флайшман живее в Чехословакия и по-късно Димитров съдейства за прехвърлянето му в Съветския съюз, използвайки близките съветско-германски отношения след Пакта „Рибентроп – Молотов“. Димитров и Флайшман остават заедно от ноември 1934 година до неговата смърт. Имат едно дете, Димитър, роден през април 1936 година и наричан често Митя. Роза умира на 3 юли 1958 година.
Димитров се връща в Москва едва в началото на февруари 1935 година, като по неясна причина през следващите осемнадесет месеца воденият от него дневник, важен източник за живота му, прекъсва.
Откритият на 25 юли 1935 година Седми конгрес на Коминтерна е връхната точка в кариерата на Георги Димитров в международното комунистическо движение. Той изнася основният от четирите встъпителни доклада на конгреса, озаглавен „Настъплението на фашизма и задачите на Комунистическия интернационал в борбата за единство на работническата класа против фашизма“, задаващ новата линия на Коминтерна към сътрудничество с некомунистическите партии за ограничаване на влиянието на намиращата се в подем крайна десница. Това е тактика, която Димитров поддържа още от навечерието на Септемврийското въстание, а по това време започва да се прилага успешно на практика във Франция. По думите на Жак Дюкло, един от френските представители на конгреса: „Тактиката за организирането на народните фронтове принадлежи на Димитров. Той беше техният пръв идеолог. В това е неговият епохален принос в живота на комунистическото движение.“
Седмият конгрес променя организационната структура на Коминтерна. Макар Изпълнителният комитет и неговия Президиум да са формално запазени, през следващите години последният се събира само веднъж, при разпускането на организацията през 1943 година. Практическото ръководство на Коминтерна преминава към десетчленен Секретариат с деветима секретари, отговарящи за определен географски район и ръководени от генералния секретар (отговорен и за Китай), пост, на който е избран Георги Димитров.
След като се утвърждава начело на Коминтерна, Георги Димитров отстранява своите противници от ръководството на БКП в България. За тази цел там са изпратени трима лоялни функционери, свързани със съветската политическа полиция – Георги Дамянов, Станке Димитров и Трайчо Костов. Те успяват да овладеят партийната организация в страната, като освен кадровите промени налагат на Шестия пленум на ЦК в края на 1935 година и новата линия на сътрудничество с некомунистически организации, чрез така наречените „единни фронтове“. Тези мерки, последвани от политическото изолиране, а често и физическо ликвидиране, на останалите съперници на Димитров в партията при чистките сред емиграцията в Съветския съюз, окончателно затвърждават неговото положение начело на партията и нейната пълна лоялност към съветската политика.
Димитров се включва активно в пропагандната кампания в подкрепа на започналия през лятото на 1936 година показен процес срещу бившия ръководител на Коминтерна Григорий Зиновиев. Неочакваните обвинения срещу висши комунистически функционери предизвикват объркване в левицата в чужбина и репутацията на Георги Димитров е използвана за лансиране на обвиненията към тях в тероризъм и формиране на „троцкистко-зиновиевски център“. Малко по-късно кръгът на обвинените се разширява, включвайки и друг бивш ръководител на Коминтерна, Николай Бухарин, а Димитров провежда срещи с известни западни интелектуалци, като Лион Фойхтвангер, опитвайки се да ги убеди в заплахата от Троцки.

#### Охладняване на отношенията със Сталин
Демонстративното фаворизиране на Георги Димитров от Сталин прекъсва към 1937 година. Основна причина за това е все по-активното ангажиране на диктатора с външната политика, която дотогава в значителна степен е осъществявана чрез Коминтерна. Докато съветското правителство търси по-активни контакти с държави като Франция и Германия, то се сблъсква с техните опасения от намесата във вътрешните им работи на Коминтерна, разглеждан като инструмент на съветската политика. В отговор присъствието на Димитров на официални публични мероприятия е силно ограничена. През 1938 година Димитров с горчивина отбелязва в дневника си, че петгодишнината от Лайпцигския процес изобщо не е отразена в съветския печат, а няколко месеца по-късно – че отбелязва Нова година сам със семейството си.
На 11 февруари 1937 година, след представление на „Болшой театър“, на което двамата присъстват, Сталин рязко критикува Димитров за неправилната пропагандна линия по отношение на започналата Голяма чистка. Разговорът, проведен на фона на засилващите се критики срещу Бухарин, стряска Димитров, но на 3 март той отбелязва с облекчение партийния пленум, на който е обявена окончателната разправа с Бухарин, която го оставя незасегнат. Две седмици по-късно той отново е обхванат от притеснения след късна вечеря у Сталин, на която той многократно отправя упреци към „българите“.
В нощта на 26 май Димитров е извикан при вътрешния министър Николай Ежов, който му говори за присъствието на шпиони в ръководството на Коминтерна. В отговор Димитров създава специална комисия, която да проверява лоялността на служителите на организацията. В резултат на нейната работа повече от половината служители на централния апарат са уволнени, а повечето от тях веднага след това са арестувани. Чистката продължава и в отделните комунистически партии, като Димитров участва най-активно в прочистването на партиите в България и Полша.
През лятото на 1937 година под прякото ръководство на Георги Димитров повечето ръководители на Полската комунистическа партия са доведени в Москва, след което са арестувани и избити. През есента той подготвя решение за пълното ликвидиране на партията, което по искане на Сталин първоначално е запазено в тайна и е обявено публично едва през август следващата година. Димитров се опитва да примами и германския комунист Вили Мюнценберг, участвал активно в защитата му на Лайпцигския процес, но той отказва да отиде в Съветския съюз и е ликвидиран по-късно във Франция. През ноември 1937 година Сталин директно заявява, че редица висши функционери на Коминтерна, като Вилхелм Кнорин, Кръстьо Раковски, Осип Пятницки и Бела Кун, са всъщност чужди шпиони и врагове на комунизма.
През декември 1937 година Георги Димитров е избран за депутат от Ярославска област в Съвета на съюза на Върховния съвет на Съветския съюз и остава на този пост до 1946 година.
По време на чистките са арестувани и стотици български политически емигранти. Димитров участва лично в репресиите срещу свои отдавнашни съперници в БКП, като Петър Искров, който е екзекутиран през януари 1938 година. Сред арестуваните, са и неговите съобвиняеми от Лайпцигския процес Благой Попов и Васил Танев. В някои случаи Димитров се намесва енергично в полза на някои арестувани и така успява да постигне освобождаването на своите отдавнашни сътрудници Христо Кабакчиев и Фердинанд Козовски. В продължение на няколко дни той дори укрива в дома си своя зет Вълко Червенков, опасяващ се от предстоящ арест.
Наред с активното си съдействие на политическите репресии, Георги Димитров прави и опити за ходатайство за отделни комунисти, като в редки случаи постига успех. Бъдещият югославски диктатор Йосип Броз Тито, по това време също подпомагащ чистките, по-късно свързва оцеляването си с помощта на Димитров. На 23 ноември 1938 година е арестуван Меер Трилисер (Москвин), един от секретарите на Коминтерна и лицето за връзка с политическата полиция в неговото ръководство, и Димитров е натоварен да поеме работата му.
Въпреки лоялността си към Сталин самият Димитров също е застрашен от Голямата чистка. По-късно става известно, че политическата полиция е планирала евентуален показен процес срещу ръководена от него международна „троцкистка мрежа“, включваща още Мао Дзъдун, Джоу Енлай, Валтер Улбрихт, Вилхелм Пик, Палмиро Толиати, Клемент Готвалд, Йосип Броз Тито и други.
В крайна сметка Георги Димитров не е засегнат от чистките и на 1 май 1939 година със задоволство коментира в дневника си, че на традиционната манифестация, по време на която е редом със Сталин на трибуната, са носени негови портрети. На този ден той отбелязва: „Пълно ликвидиране на различните слухове за Димитров – тук и зад граница!“.
Сключването на Пакта за ненападение между Германия и Съветския съюз през август 1939 година предизвиква объркване в ръководството на Коминтерна. В продължение на седмици Димитров безуспешно търси инструкции за действията на организацията в новата обстановка, докато е приет от Сталин на 7 септември, след започването на Втората световна война. Сталин разпорежда пълен обрат в политиката на Коминтерна – отказ от лансираната от Димитров политика на единни фронтове и от свързаното с нея крайно противопоставяне на фашистките режими и замяната им с опониране на правителствата във всички воюващи западни страни.
Сталин възлага на Димитров написването на статия, прокламираща новата линия. Нейната подготовка се проточва със седмици, което предизвиква острото недоволство на Сталин, преглеждащ и разпореждащ корекции в поредица чернови, до публикуването на одобрения краен вариант на 3 ноември. В статията Димитров обвинява правителствата на Франция и Великобритания за започването на Втората световна война, наричайки ги агресори и главни подпалвачи на войната, а реториката за „антифашистка борба“ и „германски фашизъм“ напълно изчезва.
Следващите месеци Георги Димитров прекарва в относително бездействие и при ограничени обществени прояви, тъй като ролята му на изявен противник на фашизма се оказва ненужна при подобрените съветско-германски отношения. През есента на 1940 година прекарва повече от месец на лечение в Сочи, въпреки че сега няма други здравни оплаквания, освен увеличеното си тегло.
Междувременно очакванията на Сталин за продължителна война в Европа, която да му позволи интервенция в удобен момент, не се оправдават и бързите успехи на Германия го карат все повече да се опасява от предстоящ конфликт с нея. Към ноември 1940 година Димитров и Коминтернът вече провеждат неафиширана пропаганда за деморализиране на германските войски, в началото на следващата година говорят за „справедливия характер на войната за нападнатите народи“, а през май отново на дневен ред излиза изграждането на „широк национален фронт“ в редица страни.
Успоредно с това положението на Коминтерна и неговото ръководство в съветската политическа система става все по-несигурна. В началото на 1941 година Димитров е отстранен от някои почетни длъжности, които заема от години, а на частна вечеря през април Сталин приветства изискваното от нов закон напускане на Коминтерна от Комунистическата партия на Съединените щати и се обявява за по-автономно развитие на националните комунистически партии. Още на следващия ден Димитров обсъжда разпускането на Коминтерна с други негови секретари, а на 12 май съгласува конкретните стъпки с Андрей Жданов. Дни по-късно Димитров излиза в едномесечен отпуск по болест, заради херпес на лявото око, а след това разпускането на организацията е отложено, заради началото на войната с Германия.

#### Съветският съюз във Втората световна война
На сутринта на 22 юни 1941 година, веднага след започването на войната, Георги Димитров е сред първите, приети от Йосиф Сталин, който му дава указания за работата на Коминтерна при новите обстоятелства – пропаганда в полза на Съветския съюз, въздържане от революционни лозунги и представяне на войната като конфликт на фашизма с различни национални държави. Няколко дни по-късно, в подготвена от Димитров директива, Коминтернът се връща към концепцията за единните фронтове, сега дори разширени по обхват до всички потенциални противници на Германия и без претенции за ръководна роля на комунистите в тях.
На 5 юли архивите на Коминтерна и семействата на неговите служители са евакуирани от Москва в Куйбишев, където на 15 октомври се премества и Димитров. Официално централата на Коминтерна е преместена в Уфа, но той прекарва повече време в Куйбишев, където са прехвърлени много от централните административни служби на Съветския съюз.
С напредването на Втората световна война Коминтернът все повече се превръща в пречка в отношенията на Съветския съюз с неговите съюзници. През април 1943 година американският президент Франклин Делано Рузвелт директно поставя въпроса за разпускането на Коминтерна като условие за съюзните отношения със Съветския съюз. На 8 май, в разгара на дипломатическа криза между съюзниците, Димитров и Мануилски са извикани при Вячеслав Молотов, който им нарежда да организират разпускането на Коминтерна. След съгласуване на детайлите със Сталин, разпускането на организацията е публично обявено на 22 май, като повечето нейни ръководители бързат да я обявят за изиграла ролята си.
Разпускането на Коминтерна влиза в сила на 10 юни 1943 година, а два дни по-късно към Централния комитет на Всесъюзната комунистическа партия (болшевики) е създаден отдел „Международна информация“. За да се прикрие връзката между него и Коминтерна, той е оглавен от кандидат-члена на Политбюро Александър Шчербаков, но негови заместници стават най-близките до Сталин дотогавашни секретари на Коминтерна Георги Димитров и Дмитрий Мануилски.
Междувременно, на 3 април 1943 година, след двуседмично боледуване от дифтерит, умира синът на Димитров Митя, което той преживява много тежко. През септември самият той постъпва в болница и в продължение на повече от половин година е практически неработоспособен след поредица проблеми с простатата, жлъчката и черния дроб, първи симптоми на захарен диабет и грипни инфекции.
В началото на септември 1944 година Съветският съюз обявява война на България и войските му навлизат в страната, където е извършен Деветосептемврийския преврат, довел на власт правителство, доминирано от БКП. Георги Димитров, изглежда, не е информиран предварително и за двете събития. През следващите месеци той остава в Москва, но е избран за член на Политбюро и председател на Централния комитет и макар фактически начело на партията в страната да е политическият секретар Трайчо Костов, той получава редовни инструкции от Димитров. Често те са насочени към избягване на излишно експониране на ролята на БКП в управлението в контекста на формиращата се концепция за „народна демокрация“. В същото време той лично координира работата на т.нар. „Народен съд“, нарежда „да се създадат специални трудови лагери за тази измет“, а по отношение на изселването на избити от режима смята, че „никакви съображения на хуманност и милосърдие не трябва да играят в дадения случай каквато и да е роля“.
Още от началото на политическата си кариера Георги Димитров е привърженик на идеята, застъпвана активно от Димитър Благоев и тесните социалисти, за създаване на Балканска федерация. Тази концепция остава за дълго без практическо значение, но отново излиза на дневен ред в края на Втората световна война, когато се очертава налагането на комунистически режими в повечето балкански страни.
Още през септември 1944 година Димитров и югославският комунистически лидер Йосиф Броз-Тито се споразумяват по принцип за бъдещо създаване на съюз между България и Югославия, който в по-далечна перспектива да се превърне във федерална държава. През октомври българското правителство признава Демократична Македония като част от югославската федерация и се съгласява в бъдеще да ѝ отстъпи Пиринска Македония. По указание на Сталин през ноември се пристъпва към преговори за бързо създаване на съюз между двете държави, но през следващите месеци преговорите се усложняват, като българската страна настоява в бъдещата федерация да бъде равноправен участник с Югославия, а не една от вече създадените югославски федерални единици. Проектът за съюз е замразен след среща на Сталин, Тито и Димитров през април 1945 година, след която Димитров обвинява Тито в „главозамайване от успехите“.
В първите месеци след Деветосептемврийския преврат Сталин задържа Георги Димитров и Васил Коларов в Москва, опасявайки се от обвинения на съюзниците в опит за съветизацията на България. През лятото на 1945 година, след края на военните действия в Европа, разцеплението на българската управляваща коалиция и легализирането на опозицията в страна, започва подготовка за тяхното завръщане. На 21 август Димитров е освободен от всичките си официални постове и се отказва официално от съветското си гражданство, а на 9 септември Коларов пристига в България. След активна подготовка на съветската Държавна сигурност, свързана и с предварителното изпращане на нейни офицери в България, в началото на ноември 1945 година това прави и Димитров.

### Начело на режима в България
Георги Димитров се връща в България след 22 години отсъствие на 4 ноември 1945 година, две седмици преди бойкотираните от опозицията избори за XXVI обикновено народно събрание, на които е кандидат, като пристигането му не е публично обявено, а е посрещнат на летището от командващия съветските окупационни войски Сергей Бирюзов. Първото му появяване пред публика е на 6 ноември в Народния театър, където произнася реч, изпълнена с груби нападки към опозицията и оплаквания от свободата на печата.
През 1946 година губи изборите за народен представител, като негов противник в избирателния район е лидерът на Българската работническа социалдемократическа партия (БРСДП) Атанас Москов, но по-късно изборът е касиран от прокомунистическото мнозинство и Димитров е обявен за победител. Москов е отстранен и от преподавателското му място по международно право в Софийския университет, тъй като категорично отказва да подпише декларация за отказ от политическа дейност.
Западните съюзници не признават правителството за легитимно, което създава сериозен проблем за Съветския съюз в предстоящите преговори за сключване на мирен договор между България и съюзниците. Сталин се съгласява на известни отстъпки към опозицията, но тя отказва да сътрудничи, въпреки усилията за това на Димитров и личната намеса на съветския заместник-министър на външните работи Климент Ворошилов. В отговор Димитров засилва репресивните мерки срещу опозиционни дейци, а през април 1946 година е въведена цензура на печата. Въпреки това Сталин го критикува за неговата нерешителност, давайки му за пример действията на комунистите в Югославия.
След завръщането си в България Димитров осиновява бъдещия политик Бойко Димитров, син на убитите (1941 – 1944) комунисти Коста Златарев и Мара Денчева. Семейството първоначално живее в конфискувана от собствениците къща в Княжево, а след това се премества в апартамент на улица „Велико Търново“, обитаван преди това последователно от съветския посланик и от Васил Коларов. Същевременно Димитров продължава да ползва и стария си апартамент в Москва, където през следващите години прекарва продължително време.
През лятото на 1946 година в Москва е проведена и поредна среща между Сталин, Тито и Димитров. Макар създаването на българо-югославски съюз отново да е отложено за времето след подписването на мирните договори, участниците се договарят за засилване на македонизацията в Пиринска Македония.
През лятото на 1946 година Димитров е извикан в Москва, прекарва известно време в санаториума „Барвиха“ и приет от Сталин, който се противопоставя на оглавяването на българското правителство от комунист и развива идеята за замяна на БКП с „Трудова партия“ с по-широка социална база. Малко по-късно такава реорганизация е обсъждана в партийното ръководство, но така и не е реализирана. Междувременно на 27 октомври БКП печели мнозинство на изборите за VI велико народно събрание и през ноември Димитров е избран за министър-председател, ход, оценен от Сталин като прибързан. Малко по-късно той се премества да живее в двореца „Врана“, преди това обитаван от изгоненото от страната царско семейство.
В новия парламент Георги Димитров се отличава с изключително агресивното си поведение към представителите на опозицията, които нарича „пияни деморализирани типове“, заплашва ги с „изключване“ и призовава „всеки изключен като парцал да бъде изхвърлен из Народното събрание“. През лятото на 1947 година опозиционните депутати наистина са отстранени от парламента, а лидерът им Никола Петков е съден в показен процес, като Димитров лично участва в подготовката на обвинителния акт срещу него, а след неговата екзекуция – в последвалата пропагандна кампания.
През лятото на следващата година, при особено помпозна пропагандна кампания, Георги Димитров прави официално посещение в Югославия, където на 1 август подписва с Тито Бледската спогодба, която трябва да постави началото на съюза между двете държави. Седмица по-късно Димитров е в Москва, където остава до 16 ноември, прекарвайки два пълни месеца в санаториума „Барвиха“. Веднага след пристигането му Сталин обявява Бледската спогодба за „грешка“, поради което Димитров веднага пише на Тито, че тя трябва да се анулира. След връщането на Димитров в България Тито прави официално посещение, като след триумфалното му посрещане двамата подписват в Евксиноград ревизиран вариант на спогодбата.
Ликвидирането на парламентарната опозиция поставя началото на формалното налагане тоталитарния режим в страната. През декември 1947 година е приета нова конституция по съветски образец, която получава името „Димитровска“. По това време Димитров е принуден да отхвърля критики на зет си Вълко Червенков към доктрината за народна демокрация, определяйки я като оправдано за времето си тактическо средство за утвърждаване на режима.
Димитров, изглежда, не си прави достатъчни изводи от реакцията на Сталин срещу Бледската спогодба. В началото на 1948 година са подписани договори за сътрудничество с Албания и Румъния, а на връщане от подписването на договора в Букурещ той дава пресконференция във влака, на която коментира бъдеща конфедерация или федерация на всички източноевропейски „страни с народна демокрация“ без да изключва и Гърция. Съветската реакция е незабавна, като в редакционна статия официозът „Правда“ пише, че „тези страни нямат никаква нужда от разни там съмнителни и изкуствени федерации или конфедерации, или митнически съюзи“, а в телеграма до Димитров лично Сталин изразява недоумение от неговите „прибързани и необмислени изявления“.
В края на януари 1948 година Димитров и Тито са извикани в Москва, но Тито изпраща само свои представители. На проведената на 10 февруари тристранна среща Сталин остро критикува югославското и българското правителство и особено Димитров и сключения договор с Румъния. В същото време той подкрепя бързо създаване на федерация между България и Югославия, в която, изглежда, вижда средство за изолиране на търсещите самостоятелност среди в Югославската комунистическа партия.
Междувременно обаче отношенията между Югославия и Съветския съюз бързо се влошават. На 18 март Димитров отново е в Москва за подписване на Договор за взаимопомощ и Сталин му предава разузнавателна информация за остро критично отношение на югославското правителство към съветската политика. На 27 март Сталин изпраща до Тито критично писмо, разпространено и сред останалите партийни ръководства в Източна Европа, а в началото на май те осъждат безапелационно югославското правителство. Изключение прави БКП, която няколко дни след останалите излиза с по-мека декларация, а на 25 май Димитров е единственият лидер в комунистическия лагер, който изпраща поздравления на Тито за рождения му ден. Димитров продължава още известно време в опитите си да лавира между Сталин и Тито, но на 13 юли е принуден да си направи публична самокритика за това.
От 15 септември до 20 ноември 1948 година и отново няколко дни в началото на декември Георги Димитров е в Съветския съюз, прекарвайки повечето време в „Барвиха“. През този период той съгласува идеологическите си позиции със Сталин, който сега вижда народната демокрация просто като една от формите на диктатура на пролетариата. Тази позиция е официално утвърдена на Петия конгрес на БКП през декември. Там за пръв път Димитров критикува лично Тито и отправя енергични нападки срещу Югославия, особено във връзка с Македонския въпрос. С това България окончателно се присъединява към линията на Коминформбюро и се отказва от Бледската спогодба и идеята за Балканска федерация.
След Петия конгрес здравето на Георги Димитров още повече се влошава и от януари 1949 година той почти не напуска стаята си, където приема висшите функционери на режима. В края на февруари се оплаква от силни болки в корема и обездвижване на левия крак, диагнозата на лекарска комисия е гнойно възпаление на простатата, сърдечна слабост, напреднала цироза и захарен диабет. На 6 март комисията решава той да бъде спешно транспортиран в Москва. На следващия ден пристига да го вземе специален самолет – на борда му е съветският вицепремиер Лаврентий Берия, който настоява Димитров спешно да се срещне със Сталин.
Димитров прекарва два месеца в московската правителствена болница и въпреки съмненията за развитие на рак, състоянието му започва да се подобрява и той е прехвърлен в санаториума „Барвиха“. На 25 юни за кратко го посещава Сталин, с когото обсъждат главно здравословното състояние на Димитров.
На 28 юни 1949 година Георги Димитров получава кръвоизлив в черния дроб в резултат на цирозата. Той умира в санаториума Барвиха на 2 юли сутринта (към 8 часа и 35 минути българско време).
Видни съветски медици поставят диагнозата „сърдечна недостатъчност II степен, чернодробна цироза, диабет, хроничен простатит“. Въпреки официалното медицинско заключение съществува хипотеза за политическо убийство на Димитров по указания на Йосиф Сталин. Изследвания на балсамираното тяло на Димитров през 90-те години показват увеличено съдържание на живак, което може да е в резултат на отравяне.

## Култ към личността
Култът към личността на Георги Димитров, характерен за тоталитарните държави, започва да се развива още при неговото управление. Така например на него приживе е наречен (още със създаването му) новият град Димитровград. За целта на 2 септември 1947 г. Министерският съвет, чийто председател е самият Димитров, издава Постановление № 3, което гласи: „Селата Раковски и Марийно, Хасковска околия и Черноконево, Чирпанска околия, се обединяват в едно селище, което се провъзгласява за град под името Димитровград“.
През този период официалният печат неизменно придружава името на Георги Димитров с епитети като „любим син на народа“, „вожд и учител“, „мъдър и славен ръководител на партията“. Публични критики към него са честа причина за преследване от политическата полиция, като за кратко е разследван дори американски офицер, който в пияно състояние свалил от стената и захвърлил негов портрет.
Създаденият още приживе култ към личността на Димитров достига своята кулминация след неговата смърт. В общо изявление по този повод ръководствата на БКП, Министерския съвет и Отечествения фронт го обявяват за „любим вожд и учител на комунистическата партия и целия български народ“, „верен ученик на Ленин и Сталин“, „голям държавник“, „мъдър министър-председател“, „строител на Народна република България“, „велик син на нашата страна“, „бележит борец против фашизма и империализма, за делото на прогреса, демокрацията и социализма“.
Още в деня на смъртта му тялото на Георги Димитров е изложено в Дома на профсъюзите в Москва, като през нощта до него остава почетна стража от Политбюро на ВКП (б), начело със самия Йосиф Сталин и включваща още Лаврентий Берия, Георгий Маленков, Климент Ворошилов, Николай Шверник, Николай Булганин, Анастас Микоян, Лазар Каганович. В България на 3 юли Министерският съвет взима решение тялото да бъде балсамирано и поставено в мавзолей, а на следващия ден е одобрен проект на група архитекти, начело с Георги Овчаров. Правителството организира тържествено посрещане на тялото в Русе и София, а от 7 до 9 юли е проведено „всенародно поклонение“ в сградата на Народното събрание. Междувременно, с големи усилия на Трудова повинност е завършен Мавзолеят, където на 10 юли е поставено тялото, чието балсамиране от съветски специалисти, начело с Борис Збарски, продължава и след това.
Наред с пропагандните акции по погребението, група неудобни за властта лица са въдворени в лагери. Това попълнение лагеристи остава в историята като „Димитровско“.
Мавзолеят се превръща в място за поклонение, включен е в държавния протокол за полагане на венци от чуждестранни делегации, но само от комунистически страни и от държави от Третия свят. На 18 юли 1990 г., по молба на осиновения му син Бойко Димитров, тялото на Георги Димитров е извадено от мавзолея, кремирано е и е препогребано в протестантската част на Централните софийски гробища (парцел 22). Мавзолеят е разрушен в периода от 21 до 27 август 1999 г.
Родната къща на Димитров в Ковачевци е превърната в музей, а в центъра на селото е изграден дом-паметник „Георги Димитров“.
Георги Димитров се появява на доста български банкноти от 1951 г. и 1974 г.
В чест на Георги Димитров са наречени 6 населени места:
- град Димитрово (дн. Перник) – до 1962 г.;
- град Димитровград в България;
- град Димитровград, Русия;
- град Димитровград, Сърбия;
- град Димитров (дн. Мирноград), Украйна – до 2016 г.;
- село Димитров, Армения.

Освен това на негово име са наречени:
- масовата младежка организация Димитровски комунистически младежки съюз;
- масовата детска Димитровска пионерска организация „Септемврийче“;
- българският орден „Георги Димитров“ – първият по старшинство в наградната система на НРБ;
- държавната Димитровска награда – най-висшето отличие в НРБ за приноси в науката, изкуствата и културата;
- ескадрен миноносец „Георги Димитров“ от ВМФ на НРБ;
- батальон „Георги Димитров“ през Гражданската война в Испания (1936 – 1939);
- булеварди, улици, площади, заводи, фабрики, училища и други обекти в България и в чужбина.

## Монографии
- Tobias, F. The Reichstag Fire, Ню Йорк, 1964 г.
- Семков, М. изд. Моабит 8085. Димитров пред имперския съд. С., 1972 г.
- Momsen, H. The Reichstag Fire and Its Political Consequences, Ню Йорк, 1972 г.
- Димитров, Г. Дневник – Март 1933 – февруари 1949. С., 2003 г.
- Седемнадесет мига с подвига и безсмъртието. Стенограма на Лайпциг. изд. Съст. Л. Такев. С., 2003 г.
- Петров, Н. Загадката около смъртта на Георги Димитров. Пловдив, 2003 г.
- Веков, А., Д. Гачев. Тайните на Коминтерна. Разсекретените архиви. С., 2007 г.
- Кръстев, Ф. Генералният секретар на Коминтерна. Автентичният Димитров след 125 години. С., 2007 г.